# Форселль, Йон
Йон Форселль (швед. John Forsell, или Карл Юхан Якоб Форселль швед. Carl Johan Jacob Forsell; 6 ноября 1868, Стокгольм — 30 мая 1941, там же) — шведский певец (баритон) и музыкальный педагог.

## Биография
Службу в шведской армии (до 1897 г.) совмещал с уроками пения. В 1896—1909 годах был солистом Шведской королевской оперы в Стокгольме, в 1924—1939 — её директор. Гастролировал по Европе и США. Часто обращался к камерной вокальной музыке немецких и скандинавских композиторов. В 1924—1931 — профессор Стокгольмской консерватории. Среди учеников: Юсси Бьёрлинг, Сет Сванхольм.

## Оперные партии
- «Отелло» Джузеппе Верди — Яго
- «Дон Жуан» В. А. Моцарта — Дон Жуан
- «Летучий голландец» Рихарда Вагнера — Голландец
- «Евгений Онегин» Чайковского — Евгений Онегин
- «Тангейзер» Вагнера — Вольфрам
- «Риголетто» Верди — Риголетто
- «Травиата» Джузеппе Верди — Жермон
- «Пиковая дама» Чайковского — Елецкий